# 뮌헨 미술원

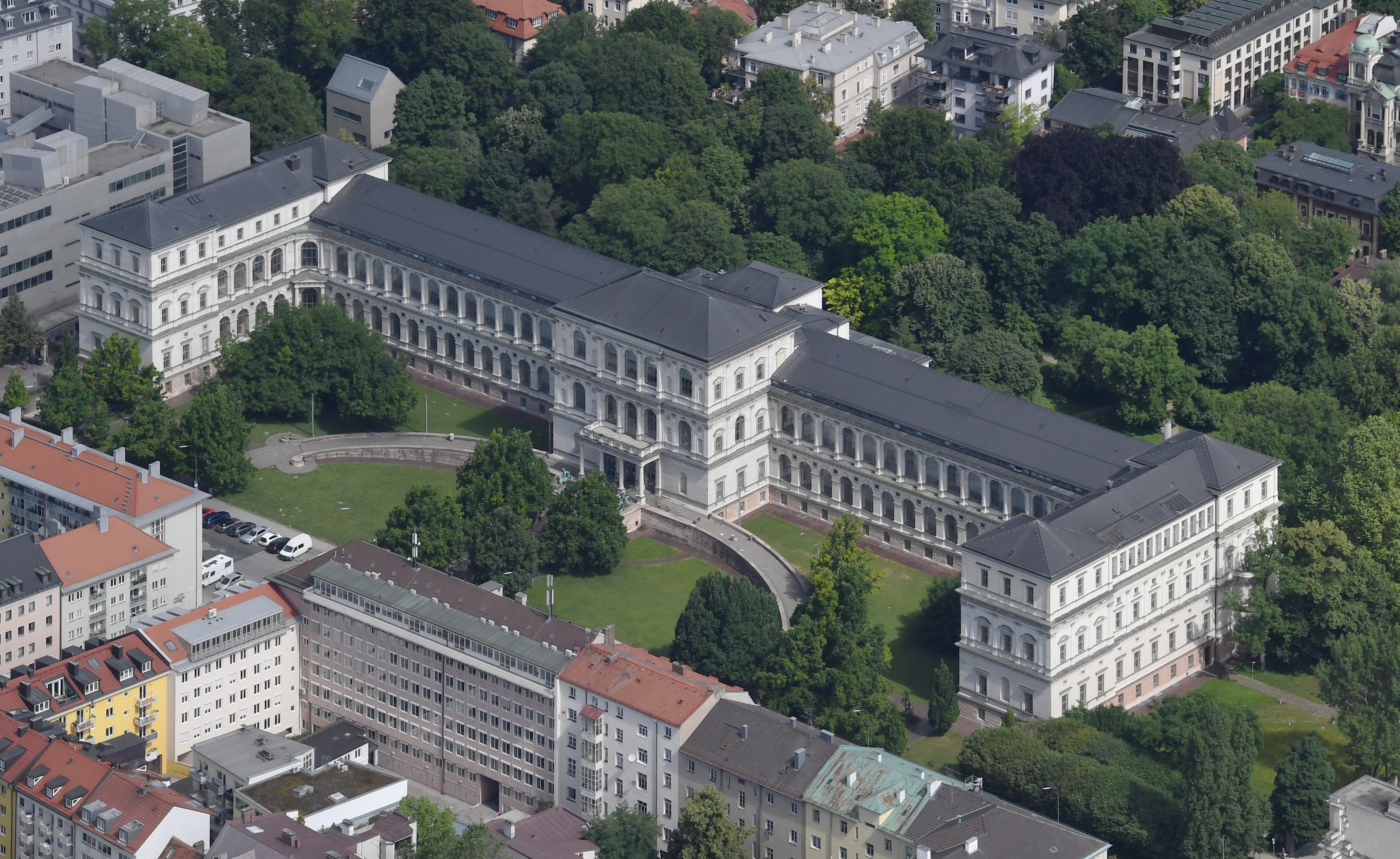

뮌헨 미술원(독일어: Akademie der Bildenden Künste München)은 독일의 가장 오래된 미술원 중 하나이다. 1808년 바이에른 왕국의 막시밀리안 1세에 의해 설립되었다.